# AddPac

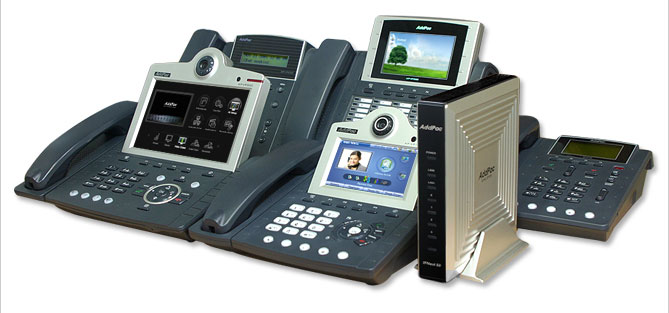

AddPac Technology — корейская компания, специализирующаяся на разработке и производстве широкого спектра оборудования для мультисервисных сетей связи следующего поколения с использованием технологий VoIP (IP-телефония), V2oIP (Voice & Video over IP), IP Broadcasting.
Компания AddPac Technology ведёт свою историю с 1999 года, когда был учреждён центр исследований и разработки оборудования и решений для мультисервисных сетей нового поколения (NGN — Next Generation Networks). Первые продукты с логотипом AddPac (маршрутизаторы для IP сетей, VoIP-шлюзы) появились на рынке в 2000 году.

## Решения
Среди продуктов компании присутствуют:
- VoIP-шлюзы
- VoIP-GSM шлюзы
- видеотелефоны
- IP-PBX
- IP-телефоны
- системы видеоконференцсвязи
- системы IP-видеонаблюдения

и другое оборудование. Продукты поставляются во многие страны, в том числе и в Россию.

## Особенности оборудования
Оборудование основано на RISC-процессорах и работает под управлением операционной системы реального времени собственной разработки APOS (AddPac Operating System). Управление устройствами производится либо через веб-интерфейс, либо через интерфейс командной строки в стиле Cisco. IP-телефоны снабжены ЖК-дисплеем и базовая настройка может быть произведена с их клавиатуры.
Все устройства, включая ip-телефоны, обладают функциями маршрутизатора и могут выступать в качестве PPPoE и PPTP клиентов, что позволяет использовать их ещё и для обеспечения доступа в Интернет.
Все голосовые VoIP шлюзы и все IP-АТС корейского производителя обеспечивают полную совместимость с услугой «Skype для SIP» .

## Галерея

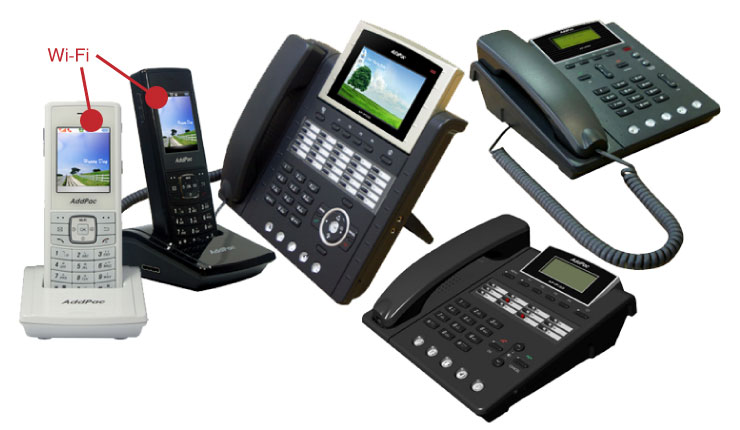
IP телефоны
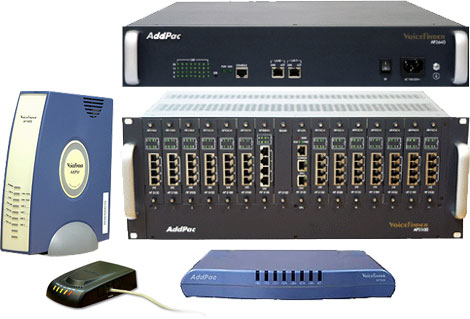
VoIP-шлюзы
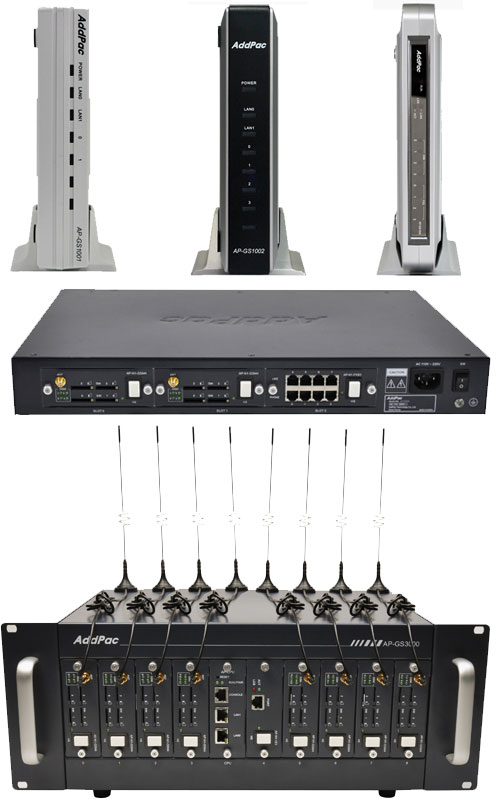
VoIP-GSM шлюзы
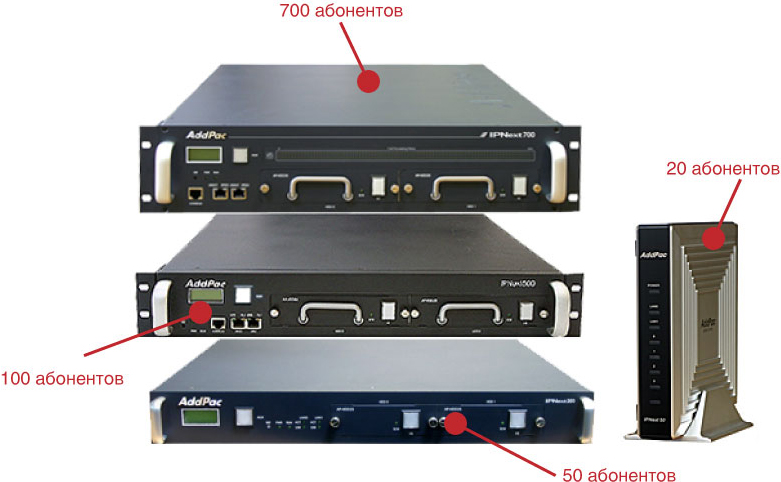
IP-PBX (IP-АТС)
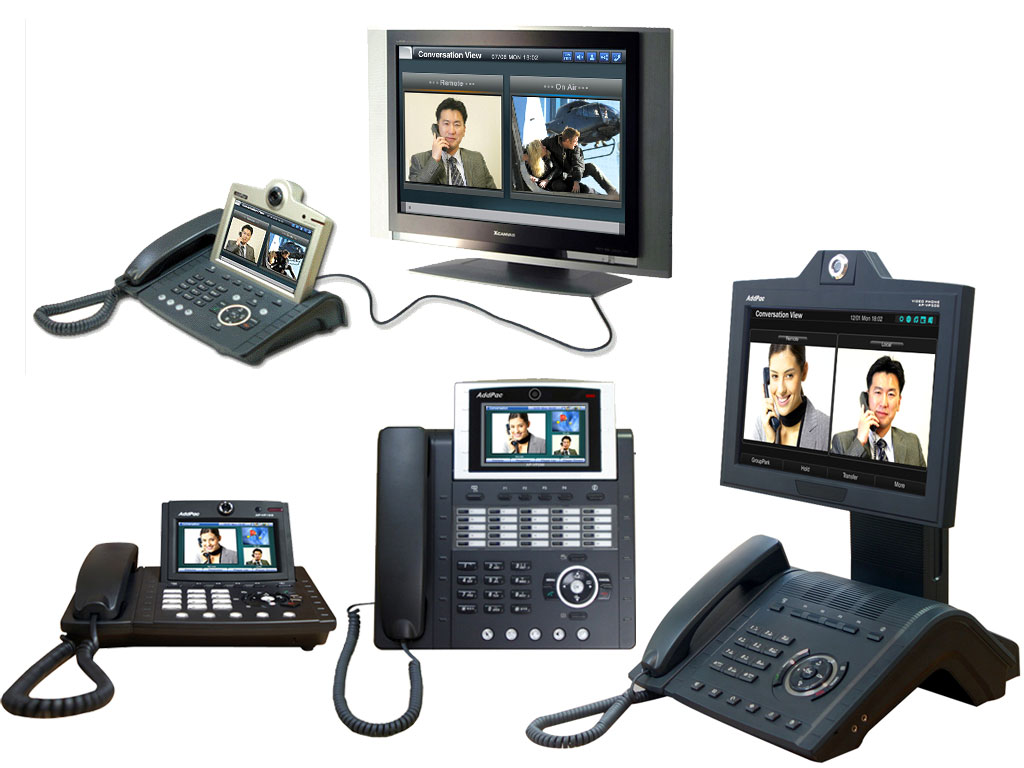
Видеотелефоны
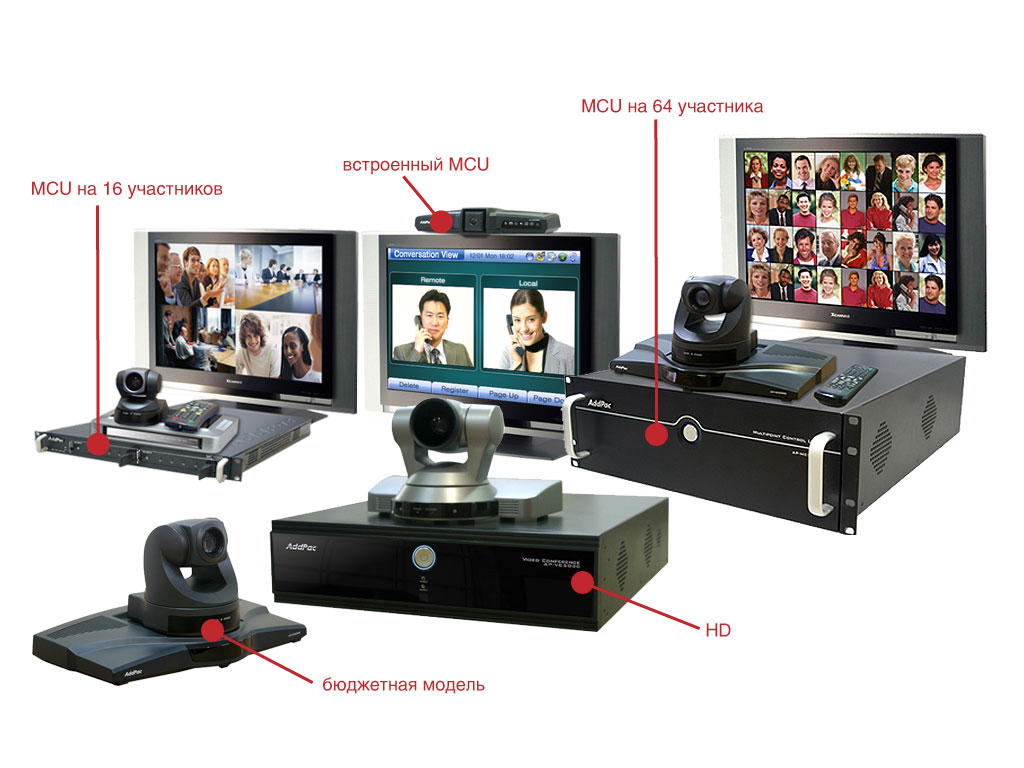
Системы видеоконференцсвязи
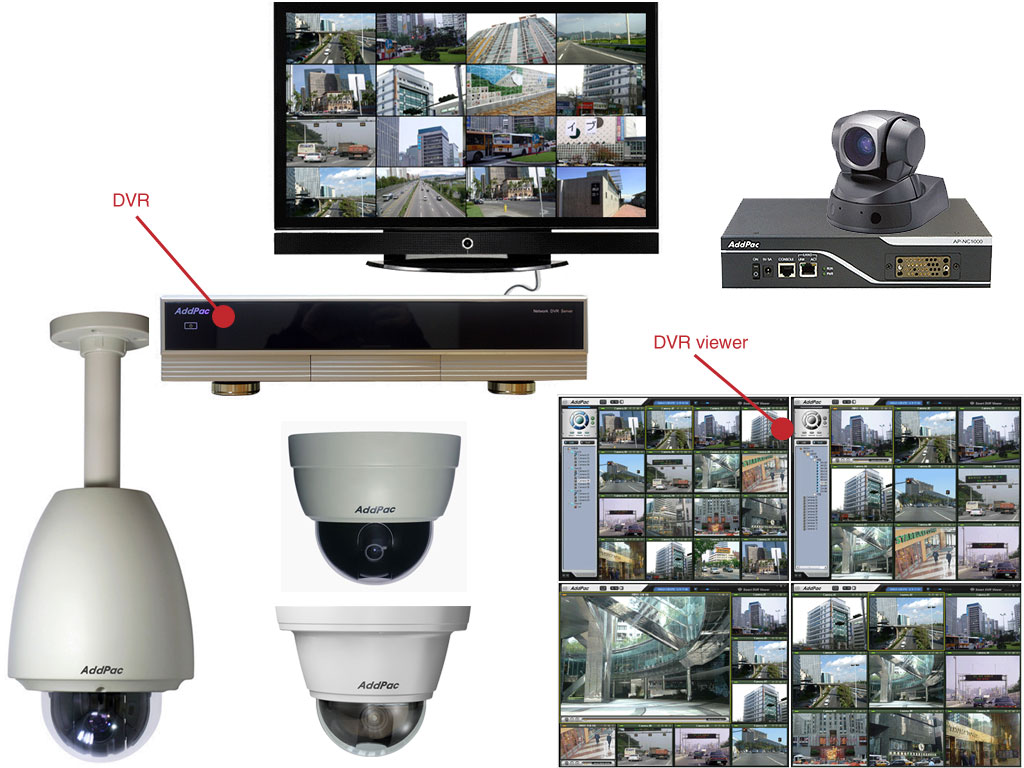
IP видеонаблюдение